# 卡芒贝尔奶酪
卡芒贝尔奶酪（法語：Camembert，法語發音：[kamɑ̃bɛʁ] ⓘ），又譯卡蒙贝尔、卡門貝爾、卡門伯，是一種軟的法國白黴圆饼形乾酪，以法国诺曼底奧恩省维穆捷附近的村莊卡芒贝尔命名。
卡芒贝尔於1791年由玛丽·阿雷尔發明。相傳這名字的起源是拿破崙因喜愛這款由當地婦人玛丽·阿雷尔所做的奶酪，因此便御賜以這個諾曼第小村名字來為奶酪命名。

## 食法
因卡芒贝尔属于内心柔软的白纹芝士，食用时只需用刀切下三角形块，直接配單寧含量較少的紅酒、淡红酒或白酒或涂抹在麵包上即可。

## 註解
1. ↑  .   [2017-04-27]. （原始内容存档于2020-10-01）.

## 外部連結
- Camembert與Marie Harel （页面存档备份，存于）